# Makedonisches Grab 2 (Argilos)

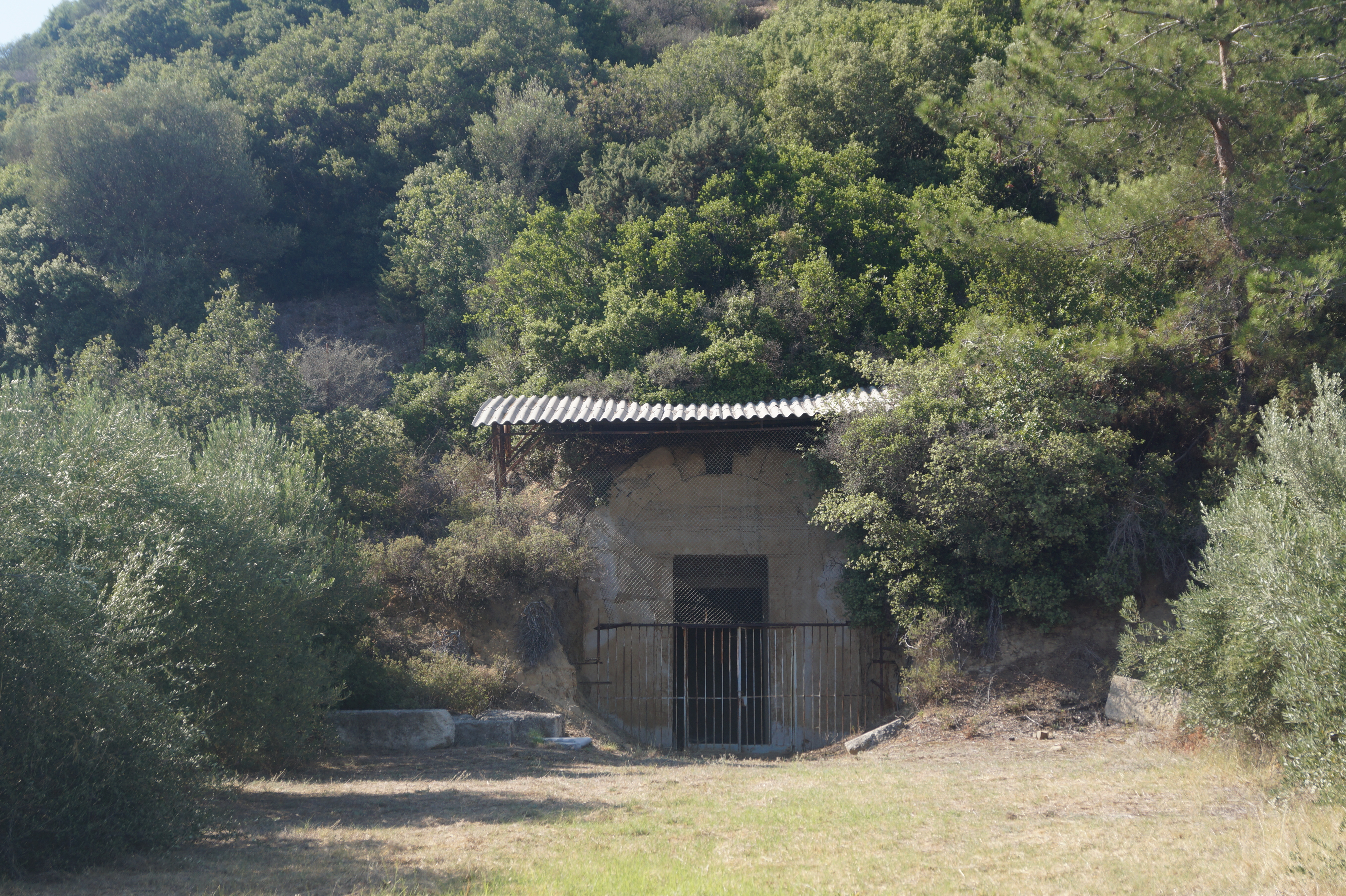
Makedonisches Grab 2

Das Makedonische Grab 2 (griechisch Μακεδονικός Τάφος Β΄) von Argilos liegt etwa 100 m östlich von Sykia etwa 50 m nördlich der Ethniki Odos 2. Es ist kleiner aber besser erhalten als das weiter westlich gelegene Makedonische Grab 1 und wurde im 3. Jahrhundert v. Chr. errichtet. Es ist nicht bekannt, ob das Grab zu dem etwa 1 km westlich gelegenen Argilos oder zu dem etwa 3 km nordöstlich gelegenen Amphipolis gehörte, das sich im 4. Jahrhundert bis auf das Westufer des Strymon ausgebreitet hatte.

## Beschreibung

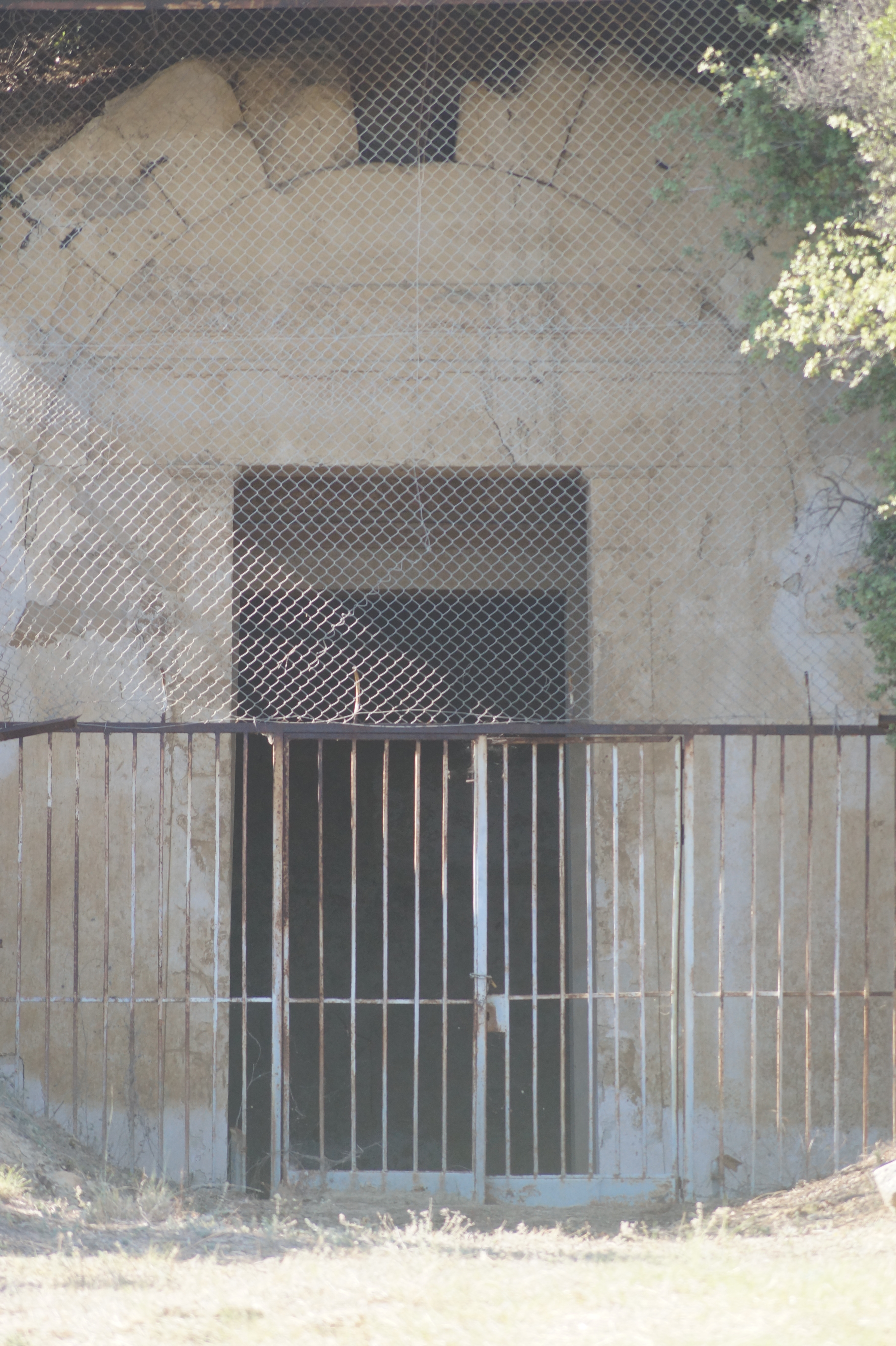
Eingang zum Grab

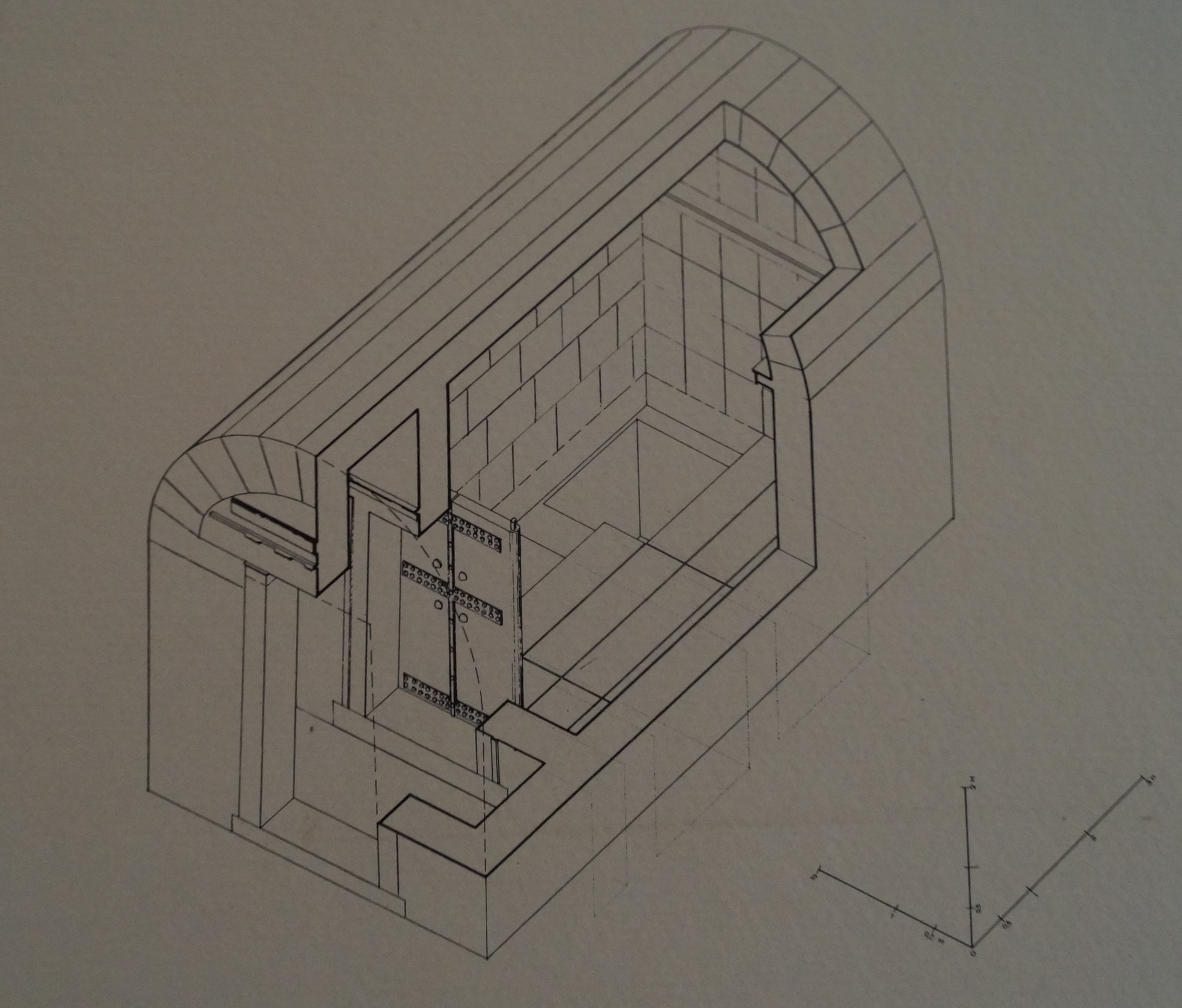
Schematische Darstellung des Grabs

Den Eingang zum Grab erreichte man ursprünglich über einen etwa 5 m langen und 2 m breiten Dromos, von dem heute nichts mehr zu sehen ist. Über dem Eingang sind fünf Zahnschnittfriese abgebildet. Hinter dem Eingang betritt man eine sehr kleine Vorkammer, bevor man die Hauptkammer erreichte. Beide haben eine gewölbte Decke. Unter dem Boden der Hauptkammer fand man eine rechteckige, gemauerte Grube, die der Beisetzung des Toten diente. Die Ausgrabung des Grabes erfolgte 1976 unter Leitung des Archäologen Dimitrios Lazaridis. Im Gegensatz zu Grab 1 fand man weder die Marmortüren, mit denen die Grabkammer verschlossen war, noch eine Bahre. Unter den wenigen Grabbeigaben fand man Münzen von Kassander (305 – 297 v. Chr.) und Antigonos II. Gonatas (277 – 239 v. Chr.).